# El sombrerito (cuento)
El sombrerito es un libro de cuentos escrito por Constancio C. Vigil (Rocha, Uruguay; 4 de septiembre de 1876 - Buenos Aires; 24 de septiembre de 1954) que se publicó en 1943 a través de editorial Atlántida, la editorial que el mismo periodista y escritor fundase. El libro contó con al menos 5 ediciones, la mayoría de ellas ilustradas por Federico Ribas en un formato de 55 páginas.  En 1977 se publicó una nueva edición con un diferente formato de tapa dura de 30 páginas, con el mismo contenido narrativo, cuyas ilustraciones estuvieron a cargo del artista Juan Limura que incluyó para los gráficos algunas técnicas de collage. Debido a que a lo largo de los años los escritos de Vigil fueron sujetos a varias reestructuraciones realizadas por la misma editorial Atlántida, estas dificultan la posibilidad de establecer el número de ejemplares exacto de cada libro o cuento editados ya que salieron al mercado durante décadas en múltiples formatos y, en ocasiones, aun cuando mantenían el nombre del libro original, la reescritura era tan profusa que el resultado podía considerarse como el de una obra distinta. En el libro Vigil centra el relato en las enseñanzas morales de una maestra de nombre Lucía, que desempeña su labor en una escuela primaria rural llamada "El sombrerito".

## Resumen
La narración se centra en las enseñanzas de una maestra ejemplar llamada Lucía, quien ejerce su profesión en una escuela rural olvidada prácticamente por las autoridades gubernamentales, que posteriormente recibe el nombre de "El sombrerito". Si bien el libro no especifica el lugar donde se desarrolla la acción del cuento, la estética de las ilustraciones de Federico Ribas lo ambientan en parajes del norte argentino. Hasta allí llegan a las clases niños de los alrededores algunos caminando y otros montados de a dos o de atres sobre el lomo de algún burro o caballo. La escuela es bastante carenciada ya que no dispone de suficientes pupitres, supliendo esas y otras incomodidades la ejemplar labor de la institutríz.
En ciertas ocasiones las clases de la docente Lucía se basaban en relatos con los cuales pretendía volcar algún conocimiento específico o lección moral. 
El nombre de la escuela se explica por el hecho de que una de las alumnas llega a la clase luciendo un llamativo sombrero de estilo capelina, el cual había hallado mientras intentaba cazar una mariposa camino a la escuela. Teniendo el sombrero puesto la niña recuerda que debía llegar a la clase y de esa manera parte rumbo a la escuela siendo una d e las primeras alunas en arribar ese día, cuando era habitué que ella siempre lo hiciera de manera tardía. La niña le regala el sombrero a la maestra, la cual pasa a usarlo como método de aleccionamiento con aquellos alumnos que habían tenido una conducta reprobable. El uso del sombrerito no pretendía ser un método de castigo como las reprimendas por medio de un capirote. A diferencia de este, el sombrerito solía recordarle a los alumnos indisciplinados, la conducta adecuada a adoptar.

## Segmentos del libro
El libro se compone, además del relato en sí de cómo la escuela logró ese nombre, por algunos relatos que la misma maestra les contaba a sus alumnos durante las clases acorde a la enseñanza que ella pretendía impartirles.
- "Fermín y la cabra" la historia de un niño que se las ingenia para obtener una cabra lechera con la cual alimentar a su familia, en especial a su hermano menor, por medio de las negociaciones que va realizando a partir del canje de una cesta de huevos. Esa lección era brindada por la maestra a modo de incentivar a los alumnos a ser activos, industriosos y perseverantes.

- "El gordito" trata sobre el fabuloso diálogo de un niño que intenta escribir una redacción para un concurso literario en su escuela, con un diccionario.

- "El vendedor de gatitos" es el relato de Alberto, un niño ambicioso el cual creyendo que su anciana vecina está mal de la vista y con problemas ceniles, pretende estafarla robándole su propio gato y luego ofreciéndoselo a la venta una y otra vez, como si  se tratase de un nuevo animal. La anciana pretende seguirle el juego y en complicidad con la madre de Alberto deciden darle una lección.

- "El león ciego" es la conmovedora historia de un león y su cazador que lo llevó de África a Europa, reencontrándolo este último recluido en un zoológico varios añosdespués.

- "El comilón de pájaros" narra la anécdota de Lorenzo, un niño que debido a los chimentos de los vecinos, es acusado por estos ante las autoridades, de andar matando y comiéndose los pájaros del pueblo cuando finalmente descubren que los únicos pájaros que en verdad él comía eran unas golosinas de chocolate con forma de pájaros, hechas por su madre.

- "Perlita la tejedora" es la fábula sobre la vida de una araña que la maestra les narraba como ejemplo de que hasta los más pequeños animales pueden llevar una vida de intensa laboriosidad.

## El escenario de la narración
No obstante que Vigil no especificó en el relato el lugar geográfico donde tiene lugar la narración del libro, tanto las descripciones vigilianas del paisaje como las ilustraciones hechas por Federico Ribas plasman una estética típica del norte argentino, especialmente con los dibujos de las primeras páginas.